# Elymnias ptychandrina
Elymnias ptychandrina är en fjärilsart som beskrevs av Hans Fruhstorfer 1907. Elymnias ptychandrina ingår i släktet Elymnias och familjen praktfjärilar. Inga underarter finns listade i Catalogue of Life.